# Championnats de France de patinage artistique 1961
Navigation
Championnats de France 1960 Championnats de France 1962
Les championnats de France de patinage artistique 1961 ont eu lieu à la patinoire olympique de Boulogne-Billancourt pour 4 épreuves : simple messieurs, simple dames, couple artistique et danse sur glace.

## Faits marquants
- Alain Giletti conquiert son 10e titre de champion de France.

## Podiums
| Épreuves                            | Or                                     | Argent                       | Bronze                               |
| Messieurs résultats détaillés       | Alain Giletti                          | Alain Calmat                 | Robert Dureville                     |
| Dames résultats détaillés           | Dany Rigoulot                          | Nicole Hassler               | Danièle Giraud                       |
| Couples résultats détaillés         | Micheline Joubert / Philippe Pélissier | -                            | -                                    |
| Danse sur glace résultats détaillés | Christiane Elien / Jean-Paul Guhel     | Armelle Flichy / Pierre Brun | Michèle Raisin / Jean-Claude Berthet |

## Détails des compétitions
(Détails des compétitions encore à compléter)

### Messieurs
| Rang | Nom              |
| ---- | ---------------- |
| 1    | Alain Giletti    |
| 2    | Alain Calmat     |
| 3    | Robert Dureville |
| ...  |                  |

### Dames
| Rang | Nom            |
| ---- | -------------- |
| 1    | Dany Rigoulot  |
| 2    | Nicole Hassler |
| 3    | Danièle Giraud |
| ...  |                |

### Couples
| Rang | Nom                                    |
| ---- | -------------------------------------- |
| 1    | Micheline Joubert / Philippe Pélissier |

### Danse sur glace
| Rang | Nom                                  |
| ---- | ------------------------------------ |
| 1    | Christiane Elien / Jean-Paul Guhel   |
| 2    | Armelle Flichy / Pierre Brun         |
| 3    | Michèle Raisin / Jean-Claude Berthet |
| ...  |                                      |

## Sources
- Le livre d'or du patinage d'Alain Billouin, édition Solar, 1999